# Hans Wallimann
Hans Wallimann (* 22. Februar 1953; heimatberechtigt in Alpnach) ist ein Politiker (CVP) des Schweizer Kantons Obwalden. Wallimann war von 1999 bis 2016 Regierungsrat des Kantons Obwalden.
Der studierte Agraringenieur HTL aus Giswil wurde 1999 in den Regierungsrat gewählt. Er leitete das Finanzdepartement und stellvertretend das Bau- und Raumentwicklungsdepartement. Wallimann war in den Amtsjahren 2006/2007 und 2010/2011 Landammann des Kantons Obwalden. Dieses Amt hatte er erneut im Amtsjahr 2014/2015 inne. Auf Ende Juni 2016 trat er als Regierungsrat zurück. Sein Nachfolger wurde Christoph Amstad.